# Cryptolepis sanguinolenta
Cryptolepis sanguinolenta là một loài thực vật có hoa trong họ La bố ma. Loài này được (Lindl.) Schltr. mô tả khoa học đầu tiên năm 1900.